# Chiesa di San Salvatore agli Orefici
La chiesa di San Salvatore agli Orefici è una chiesa storica di Napoli ubicata in via Gaetano Azzariti al Borgo Orefici.

## Storia
S'ignora l'epoca di fondazione della struttura. È noto che la chiesa fu un punto di riferimento nella zona Orefici; infatti l'accresciuta importanza dell'immobile fa presupporre che tra seconda metà del XVI secolo e la prima del XVII secolo sia stato realizzato l'acquisto del palazzo nobiliare confinante, con la conversione di quest'ultimo a piccolo monastero. In questo periodo di espansione si dovrebbero collocare i lavori di restauro della chiesa e gli affreschi.
L'edificio, scampato al Risanamento e alle bombe delle Fortezze Volanti, fu danneggiatodopo il sisma del 1980; probabilmente in questo periodo furono eseguiti rastrellamenti degli altari e degli arredi. Negli ultimi anni la struttura fu adibita a cucina di una trattoria cancellando irreversibilmente gli affreschi ed alternado la volumetria degli interni con la realizzazione di una controsoffittatura di scarsa qualità, alle pareti sono attaccate ancora le piastrelle. Negli ultimi anni, con la caduta di calcinacci, si è scoperta una testa di leone facente parte dell'originario palazzo nobiliare.